# Xã Spaulding, Quận Union, Iowa
Xã Spaulding (tiếng Anh: Spaulding Township) là một xã thuộc quận Union, tiểu bang Iowa, Hoa Kỳ. Năm 2010, dân số của xã này là 236 người.